# Piotrówko
Piotrówko [pjɔˈtrufkɔ] (deutsch Petersberg) ist ein Ort in der polnischen Woiwodschaft Ermland-Masuren. Er gehört zur Landgemeinde Budry (Buddern) im Powiat Węgorzewski (Kreis Angerburg).
Piotrówko liegt im Nordosten der Woiwodschaft Ermland-Masuren, elf Kilometer nördlich der Kreisstadt Węgorzewo (Angerburg).

## Geschichte
Der bis zum 12. März 1855 Abbau Becker, danach bis 1945 Petersberg genannte kleine Ort war als Vorwerk ein Wohnplatz in dem nur 800 Meter weiter südwestlich gelegenen Dorf Olschöwen (1938 bis 1945 Kanitz, polnisch Olszewo Węgorzewskie). Olschöwen war zugleich Amtsdorf und gehörte zum Kreis Angerburg im Regierungsbezirk Gumbinnen der preußischen Provinz Ostpreußen.
Mit dem gesamten südlichen Ostpreußen kam Petersberg 1945 in Kriegsfolge zu Polen und erhielt die polnische Bezeichnung „Piotrówko“. Heute ist es in das Schulzenamt (polnisch sołectwo) Olszewo Węgorzewskie eingegliedert und Teil der Landgemeinde Budry (Buddern) im Powiat Węgorzewski (Kreis Angerburg), vor 1998 der Woiwodschaft Suwałki, seither der Woiwodschaft Ermland-Masuren zugehörig.

## Kirche
Kirchlich war Petersberg bis 1945 in die evangelische Kirche Olschöwen bzw. in die katholische Kirche Zum Guten Hirten Angerburg eingepfarrt.
Heute ist Piotrówko Teil der katholischen Pfarrei Olszewo Węgorzewskie bzw. der evangelischen Kirchengemeinde Węgorzewo, einer Tochtergemeinde von Giżycko (Lötzen).

## Verkehr
Piotrówko ist sehr abgelegen und nur auf einer sehr unwegsamen Straße von Olszewo Węgorzewskie aus zu erreichen. Das damalige Olschöwen war bis 1945 auch Bahnstation an der seither nicht mehr betriebenen Bahnstrecke Angerburg–Gumbinnen.